# High Voltage (film, 1929)
Pour plus de détails, voir Fiche technique et Distribution.
High Voltage est un film américain réalisé par Howard Higgin, sorti en 1929.

## Fiche technique
- Titre original : High Voltage
- Réalisation : Howard Higgin
- Scénario : James Gleason et Kenyon Nicholson d'après une histoire de Elliott J. Clawson
- Producteur : Ralph Block
- Société de production : Pathé Exchange
- Directeur musical : Josiah Zuro
- Photographie : John J. Mescall (crédité J. Joseph Mescall)
- Montage : Doane Harrison
- Direction artistique : Edward C. Jewell
- Distribution : Pathé Exchange
- Langue : Anglais
- Pays d'origine : États-Unis
- Format : Noir et blanc - Son : Mono (RCA Photophone System)
- Genre : Drame
- Durée : 63 minutes
- Date de sortie :
  - États-Unis : 29 juin 1929

## Distribution
- William Boyd : Bill
- Carole Lombard : Billie Davis
- Owen Moore : Détective Dan Egan
- Phillips Smalley : Henderson
- Billy Bevan : Gus
- Diane Ellis : The Kid